# Tarista stolalis
Tarista stolalis är en fjärilsart som beskrevs av William Schaus 1906. Tarista stolalis ingår i släktet Tarista och familjen nattflyn. Inga underarter finns listade i Catalogue of Life.